# Johan Hedemann
Johan Christopher Georg Hedemann, född den 29 december 1825 i Köpenhamn, död den 28 februari 1901, var en dansk militär och ingenjör. Han var son till Hans Hedemann.   
Hedemann blev 1842 sekundlöjtnant, 1848 premiärlöjtnant i ingenjörskåren och var, med undantag för ett kort avbrott, från maj 1848 till mars 1851 anställd vid härens fältingenjördetachement och var med i slagen vid Nybøl och Dybbøl, i slaget vid Fredericia och i slaget vid Isted, under vilket han upprepade gånger med sitt brobyggarlag slog broar, delvis under fientlig eld. 
1850 blev han kapten, var  1851–53  anställd vid Kongerigets Vejtjeneste, 1853–55 vid ingenjörstrupperna och därefter åter vid Vejtjenesten. Från 1856 deltog han i de omfattande  järnvägsprojekteringarna på Jylland och Fyn och fungerade 1862–64 som överingenjör vid  byggandet av den nordsjälländska banan. 
Under kriget 1864 var han kommendör för broväsendet och deltog i Dybbøls försvar; särskilt gjorde han sig förtjänt genom det sätt, på vilket han den 18 april under den häftigaste eld ledde nedmonteringen av broarna över Als sund.  1868 trädde han ut ur rullorna för att som överingenjör leda projekteringen och byggandet av alla nyanläggningar inom det själländska järnvägsnätet, en post som han behöll, då dessa den 1 januari 1880 gick över till staten. Dessförinnan hade han (1877) på grund av ålder fått sitt avsked från krigstjänsten med överstes grad. Senare blev han dock upphöjd till generalmajor.
1882 blev han överingenjör för större utbyggnader av de under drift varande själländska statsbanorna, en post som han dock lämnade 1893, då statsbanedriften omorganiserades. Fram till 1885 var han också teknisk konsulent för nämnda banors direktion. Detta år blev han ansvarig för den tekniska tillsynen av de privata banorna på Själland, Falster och Lolland,samt medlem av och från 1890 ordförande för styrelsen för Gribskovbanen. Från 1889 var han även ansvarig för den tekniska tillsynen av de privata banorna på Fyn.

## Utmärkelser
- Riddare av Dannebrogorden,  1850[1]
- Dannebrogsmännens hederstecken,  1864[1]
- Kommendör av Dannebrogorden,  1875[1]
- Kommendör av första graden av Dannebrogorden,  1893[1]

[Redigera Wikidata]